# Anton Friedrich Durand
Anton Friedrich Durand (auch: A. F. Dürand sowie A. F. Durant; * im 18. Jahrhundert; † vor 1817) war ein deutscher Hotelier und Weinhändler, Koch und Herausgeber eines Kochbuches.

## Leben

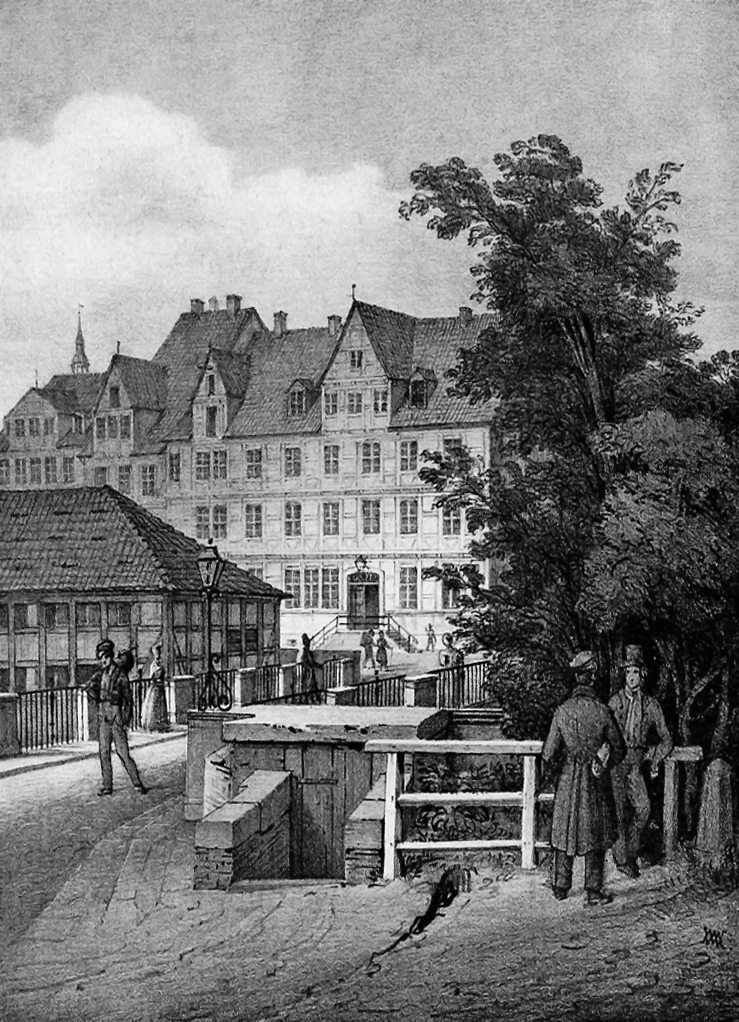
Durands ehemalige London-Schenke (Bildmitte), hier um 1835 als Armenhaus Hannovers
Lithographie von Rudolf Wiegmann, 1835

Zur Zeit des Kurfürstentums Hannover und während der Personalunion zwischen Großbritannien und Hannover gegen Ende des 18. Jahrhunderts wirkte Anton Friedrich Durand noch im Jahr 1799 in der Neuenstraße der Calenberger Neustadt vor Hannover, wo er als „Aubergist“ und Weinhändler in der London-Schenke wirkte,
deren Besitzer er war. In dem Gebäude hielt zudem einen großen Saal für Konzerte und Tanzbälle vor.
Im Jahr 1800 gab A. F. Durand, Koch am „Königlichen Georgiano“, aber zugleich „Gastgeber“ in der Harmonie in Hannover, sein bei Pockwitz erschienenes Werk Neues auf langjährige Erfahrung gegründetes, und nach dem neuesten Geschmack in der Kochkunst eingerichtetes Kochbuch heraus, „nebst einer Anweisung, die vorzüglichsten Sorten Backwerk, Kuchen, Torten u.s.w. zu machen. Mit hinlänglichen Küchenzetteln zu Mittags- und Abendtafeln auf alle Monate und Jahreszeiten.“ Es enthielt neben einem 24 Seiten langen Vorwort anfangs zusätzliche 350 Seiten und war zum Preis von 1 Reichstaler käuflich zu erwerben.
Nur wenig später wohnte „Dürand“, der laut dem von dem Hofbuchdrucker Johann Thomas Lamminger verlegten Hannoverschen Adress-Buch auf das Jahr 1804 im Georgianum arbeitete, in der Kleine Brandstraße der „Neustadt“ im Haus Nummer 318.
1809 hatte Durand sein Werk im Jahr 1809 um eine „2te Abtheil.“ zu 64 Seiten ergänzt, das Gesamtwerk kostete nun 1 Thaler und 8 Groschen.
Zur Zeit des Königreichs Hannover ließ sich für das Jahr 1817 zunächst nur noch die „Dürang, Wittwe“, Aubergistin im Haus der Harmonie in der Bäckerstraße 128 feststellen.

## Schriften (Auswahl)
- Anton Friedrich Dürand: Neuestes auf langjährige practische Erfahrung gegründetes Kochbuch nebst einer Anweisung die vorzüglichsten Sorten Backwerk, Kuchen, Torten &c. zu machen. Mit hinlänglichen Küchenzetteln zu Mittags- und Abendtafeln auf alle Monate und Jahrszeiten, dritte verbesserte und mit einem Anhange vermehrte Ausgabe, Hannover: Hahn, 1822